# Zes liederen op tekst van Bjørnstjerne Bjørnson
Zes liederen op tekst van Bjørnstjerne Bjørnson is een compositie van Johan Halvorsen. Het werk kreeg opus 1 mee, maar voorafgaand aan dit werk had Halvorsen als minstens 3 andere composities geschreven. Halvorsen maakte een toonzetting van zes gedichten van Bjørnstjerne Bjørnson met wie hij later veelvuldig samenwerkte. De liederen vonden langzaam hun weg naar het publiek. Met name I en tung stund en Magnus den blinde werden vanaf het begin al uitgevoerd, waarbij de zangeres soms Ilta Ekroos was. Het totale werk werd pas in zijn geheel uitgevoerd op een avond gewijd aan Halvorsens werk op 27 oktober 1932 in Oslo met Bergliot Ibsen als zangeres en Daniel Løvdal als pianist.
De liederen:
1. I en tung stund
2. Synden og døden
3. Duen
4. Lokkeleg
5. Magnus den blinde
6. I ungdommen

De liederen zijn ooit (begin 21e eeuw) eens opgenomen en verschenen in een privéverzameling.